# دانيال إي. مورغان
دانيال إي. مورغان (بالإنجليزية: Daniel E. Morgan)‏ هو سياسي أمريكي، ولد في 7 أغسطس 1887 في أوك هيل في الولايات المتحدة، وتوفي في 1 مايو 1949 في كليفلاند هايتس في الولايات المتحدة. حزبياً، نشط في الحزب الجمهوري.